# Robby McGehee
Robby McGehee (St. Louis, 20 de julho de 1973) é um ex-automobilista norte-americano.

## Carreira
Sua carreira na IRL durou entre 1999 e 2004. Estreou nas 500 Milhas de Indianápolis de 1999 pela equipe Conti Racing, chegando em quinto lugar. Apesar de ter desistido de largar no GP de Pikes Peak, seu desempenho em uma equipe pouco expressiva surpreendeu muita gente, ao ponto de McGehee ganhar o prêmio de rookie (estreante) do ano.
As suas atuações pela Conti lhe renderam um contrato para correr na Treadway/Hubbard, em 2000. No GP do Texas, conquista seu único pódio ao chegar em segundo lugar. Depois deste resultado, McGehee viu seu desempenho cair - tirando dois quartos lugares em Atlanta e Nashville, em 2001, ele não chegou mais no top-10 de outras provas da IRL. Em 2002, amargou uma desclassificação para as 500 Milhas de Indianápolis daquele ano, tendo um nono lugar como seu melhor resultado, quando corria pela equipe Beck Motorsports. Voltaria à Treadway/Hubbard para correr somente o GP de St. Louis, sua cidade natal, e faria ainda uma corrida pela equipe Cheever.
Em 2003, McGehee se inscreve apenas para as 500 Milhas de Indianápolis, pela equipe Panther. Chega apenas em vigésimo-quinto lugar. No ano seguinte, disputa sua última prova pela IRL, novamente em Indy. Desta vez pilotando para a PDM Racing, só ingressa no time graças a um patrocinador vindo de St. Louis (cidade-natal do piloto) e da rede de restaurantes fast-food Burger King. Tendo largado em último lugar, McGehee cruza a linha de chegada em 22º. Depois da prova, McGehee, sem esperanças de encontrar outra equipe para continuar correndo, abandona as pistas.

## Desempenho nas 500 Milhas de Indianápolis
| Ano  | Chassi  | Motor      | Largou em        | Chegou em        | Equipe           |
| ---- | ------- | ---------- | ---------------- | ---------------- | ---------------- |
| 1999 | Dallara | Oldsmobile | 27º              | 5º               | Conti Racing     |
| 2000 | G-Force | Oldsmobile | 12º              | 21º              | Treadway/Hubbard |
| 2001 | Dallara | Oldsmobile | 14º              | 11º              | Cahill Racing    |
| 2002 | Dallara | Chevrolet  | Não-classificado | Não-classificado | Cahill Racing    |
| 2003 | Dallara | Oldsmobile | 31º              | 25º              | Panther          |
| 2004 | Dallara | Oldsmobile | 33º              | 22º              | PDM Racing       |